# Ministère de la Promotion de la femme et de la Protection de l'enfant
Le ministère de la promotion de la femme et de la protection de l'enfant au Niger est le ministère chargé de la promotion de la femme et de la protection de l'enfant au Niger.  

## Description

### Siège
Le ministère de la promotion de la femme et de la protection de l'enfant du Niger a son siège à Niamey.

### Attributions
Ce département ministériel du gouvernement nigérien est chargé de la conception, de la mise en œuvre et le suivi de la politique de l’État en matière de la promotion de la femme et de la protection de l'enfant. Il fait la promotion de la politique nationale de la femme et du genre.

### Ministres
La ministre de la promotion de la femme et de la protection de l'enfant du Niger est  Aminata Zourkaleini